# Walter Otto Weyrauch
Walter Otto Weyrauch (* 27. August 1919 in Lindau im Bodensee; † 17. Oktober 2008 in Gainesville) war ein deutscher Rechtswissenschaftler.

## Leben
Der Sohn eines Kunstmalers musste sein Rechtsstudium an der Universität Frankfurt a. M. dank einer Erkrankung nur ein halbes Jahr für den Wehrdienst unterbrechen. Da nach dem Kriegsende das deutsche Justizwesen 1945 zunächst zum Stillstand kam, wurde Weyrauch zunächst für die amerikanischen Besatzungsbehörden tätig und verfasste für diese einen Bericht über die von der Gestapo zusammengestellte Kartei der V-Leute. Er erstellte eine erste soziologische Studie über diese V-Leute.
Später wurde er in der Kanzlei von Max Ludwig Cahn und in eigener Kanzlei als Rechtsanwalt tätig, vor allem für Überlebende des Holocaust. 1950 wurde er von der U.S. Regierung in die Vereinigten Staaten eingeladen, um über deutsche Kartelle und Konzerne hinsichtlich einer möglichen Liberalisierung zu beraten. Mit einem in der Folge erteilten dauerhaften Visum zog er 1952 in die Vereinigten Staaten und begann dort ein erneutes Jurastudium. Er erwarb 1962 den J.S.D. an der Yale Law School. Seine soziologische Studie über die Selbstwahrnehmung der Deutschen Rechtsanwaltschaft badierte dabei auf Interviews mit siebzig Anwälten.
1965 untersuchte er für die NASA die Bildung von Regeln und Recht bei einer isolierten Freiwilligengruppe, die Astronauten simulierten.
Er lehrte als Professor an der University of Florida. Er forschte und lehrte dort zur Prozessstrategie. Hierfür untersuchte er soziologisch die an der Rechtsfindung Beteiligten – von Geschworenenbänken bis zum Obersten Gerichtshof. Er studierte die Rechtsentwicklung und Regeln isolierter Gruppe wie den Bewohner der Insel Tristan da Cunha, aber auch den Normenkodex der Sinti und Roma, die Romaniya.

## Schriften (Auswahl)
- Zum Gesellschaftsbild des Juristen. Eine vergleichende Studie über die subjektiven Faktoren im Recht. Neuwied 1970, OCLC 875694628.
- Hierarchie der Ausbildungsstätten, Rechtsstudium und Recht in den Vereinigten Staaten. Ein vergleichender Beitrag zur deutschen Ausbildungsreform. Vortrag 10. September 1975. Heidelberg 1976, ISBN 3-8114-2576-5.
- Gestapo V-Leute. Tatsachen und Theorie des Geheimdienstes. Untersuchungen zur Geheimen Staatspolizei während der nationalsozialistischen Herrschaft. Frankfurt am Main 1989, ISBN 3-465-01868-0.
- Das Recht der Roma und Sinti. Ein Beispiel autonomer Rechtsschöpfung. Frankfurt am Main 2002, ISBN 3-465-03203-9.